# Route nationale 501
Die N501 war eine französische Nationalstraße, die von 1933 bis 1973 zwischen der N82 südöstlich von Saint-Étienne und Montfaucon-en-Velay verlief. Ihre Länge betrug 33,5 Kilometer. Von 1978 bis 2006 wurde die Nummer N501 für einen Seitenast der N201 in Annecy verwendet, der zur N508 und zur N1508 führte. Diese trägt heute die Nummer D1501.